# Nicole Uphoff
Nicole Uphoff, da sposata, per un periodo prima del divorzio, Nicole Uphoff-Becker (Duisburg, 25 gennaio 1967), è una cavallerizza tedesca, quattro volte campionessa olimpica nell'Equitazione.

## Biografia
Oltre alle quattro medaglie d'oro olimpiche vanta tre medaglie ai mondiali e sei agli europei.
Sposata con il collega cavaliere tedesco Otto Becker nel 1994, per un periodo ha gareggiato portando anche il cognome del marito, dopo il divorzio nel 1998 è tornata a portare il suo cognome da signorina.

## Palmarès
| Anno | Manifestazione  | Sede       | Evento               | Risultato |
| ---- | --------------- | ---------- | -------------------- | --------- |
| 1988 | Giochi olimpici | Seul       | Dressage individuale | Oro       |
| 1988 | Giochi olimpici | Seul       | Dressage a squadre   | Oro       |
| 1992 | Giochi olimpici | Barcellona | Dressage individuale | Oro       |
| 1992 | Giochi olimpici | Barcellona | Dressage a squadre   | Oro       |